# Nouvel An lao

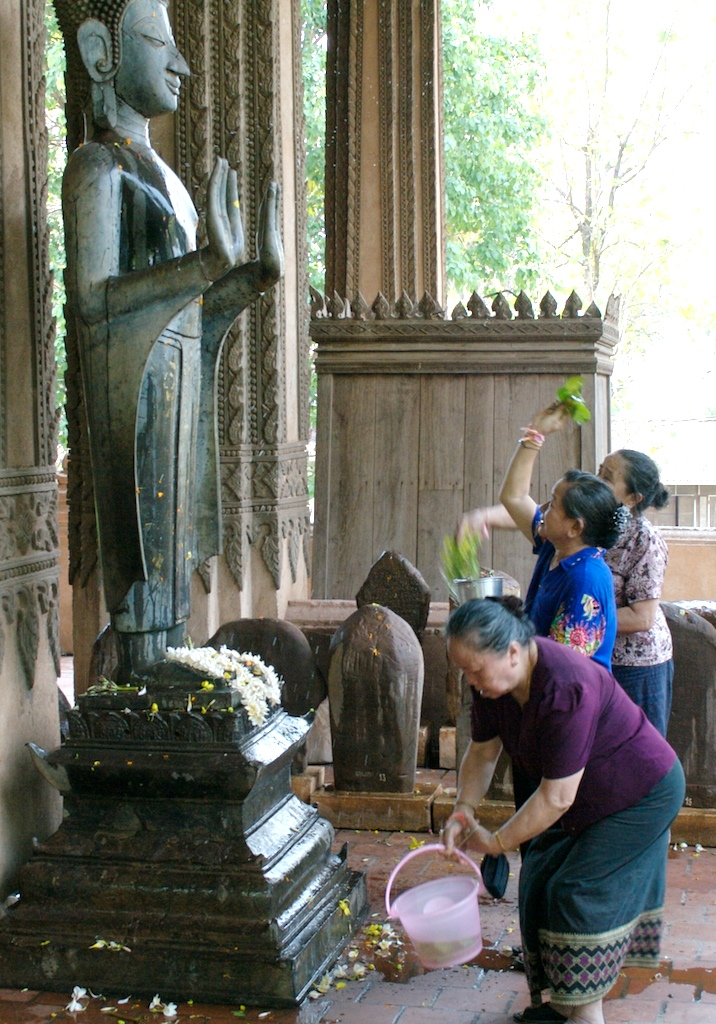
Ondoiement des bouddhas au Vat Phra Kèo de Vientiane (avril 2008).

Le Nouvel An lao, appelé Pimai, Pii mai ou encore Pee may (Lao : ປີໃໝ່, littéralement « année nouvelle ») est célébré chaque année généralement entre le 13 et le 16 avril au Laos. Il s'agit d'une fête liée au bouddhisme theravāda, célébrée également en Birmanie (Thingyan), au Cambodge (Chaul Chhnam), en Thaïlande (Songkran) et chez les Dai du Yunnan.
Il s'agit d'une fête de l'eau, correspondant au moment le plus chaud de l'année, peu avant le début de la saison des pluies.

## Luang Prabang

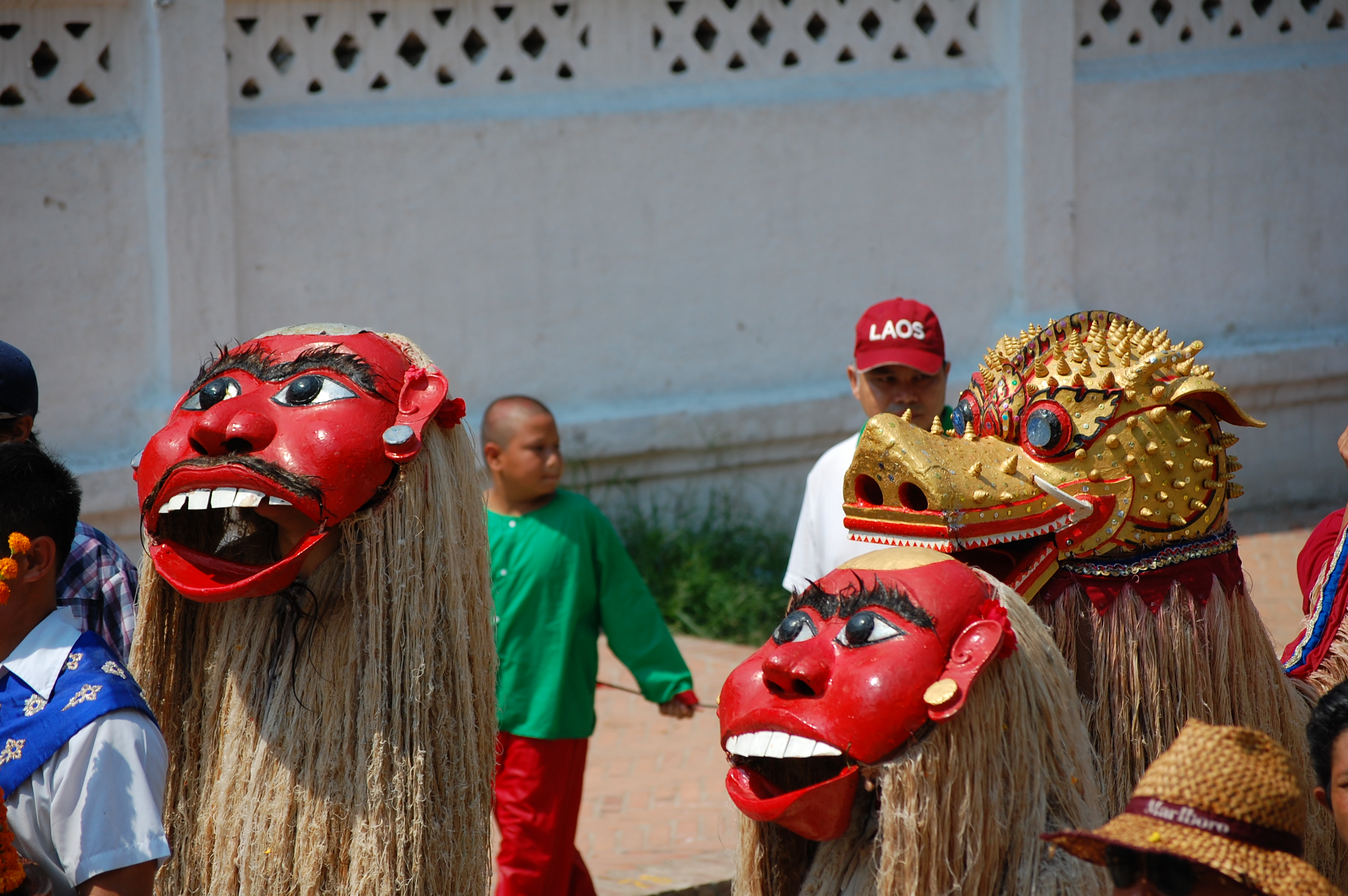
Sortie des masques à Luang Prabang (avril 2008).

Dans l'ancienne capitale royale de Luang Prabang, le Nouvel an s'accompagne d'une procession, au cours de laquelle sortent les masques protecteurs de la ville. 

C'est aussi l'occasion d'un regroupement familial pour les Laotiens. Beaucoup d'expatriés Lao du monde entier visitent leur famille. Des bacis (cérémonies bouddhistes) sont organisées à la maison en présence des bonzes du quartier pour des bénédictions. La tradition est de verser un peu d'eau à la main sur les gens durant les trois jours de fête. C'est plutôt agréable en cette période chaude. 

Il y a désormais une dérive dangereuse dans les rues de Luang Prabang où la pratique se répand de jeter des seaux d'eau sur les passants et les conducteurs pendant une semaine, l'eau étant parfois colorée ou gelée. Il faut donc penser à prendre soin de protéger ses effets personnels dans des pochettes plastifiées (documents, téléphone, caméras, etc).
Une attraction est de participer à la construction d'un stupa en sable sur l'ile face au Vat Xieng Tong. Le défilé du Prabang « bouddha d'or » est aussi incontournable. Ne manquez pas l'élection de Miss Luang Prabang, pour partager un grand moment de vie locale. Le touriste doit cependant respecter les traditions et les bonzes : par exemple, les étrangers non bouddhistes ne doivent pas participer aux offrandes matinales (Tak bath). La procession est très photogénique mais il est important de garder ses distances.